# Erik Hesselberg
Erik Hesselberg (n. 1914 – d. 1972) a fost un artist și explorator norvegian. Printre altele, el a participat în anul 1947 la Expediția Kon-Tiki, condusă de către Thor Heyerdahl.

## Biografie
Erik Hesselberg s-a născut în anul 1914 în Norvegia. A urmat mai târziu cursuri de artă la Hamburg.
În anul 1947, el a luat parte la expediția Kon-Tiki a lui Thor Heyerdahl, care a constat în traversarea cu o plută din lemn de balsa a Oceanului Pacific din Peru până în Polinezia. A scris cartea Kon-Tiki și cu mine, în care descrie aventurile care au avut loc în cursul acestei călătorii.
După terminarea expediției, și-a construit propria sa navă "Tiki" și a navigat din Norvegia, pe Rin și Rhône până pe Coasta de Azur. Acolo a trăit mulți ani și s-a împrietenit cu Pablo Picasso, Georges Simenon și Jean Cocteau. A lucrat ca sculptor și pictor, trăind din vânzarea lucrărilor sale.
Hesselberg a murit în anul 1972, lăsând în urma sa mai multe tablouri, lucrări de grafică și sculpturi, precum și peste 200 de cântece pentru ghitară.